# Más allá de la memoria
Más allá de la memoria es un mediometraje argentino de 2005, dirigido por Marisa Carabello.

## Sinopsis
Victor, un apasionado de los libros y la escritura, se encuentra internado en un centro hospitalario de neuropsiquiatría y durante el tiempo que permanece en su habitación, se dedica a crear todo tipo de historias, inmortalizándolas de su puño y letra en un pequeño cuaderno.
Joaquín es otro internado del centro, que se dedica a molestar a Victor a diario y siempre en el momento más oportuno, cuando la inspiración invade al escritor para crear sus historias. Joaquín además, está perdidamente enamorado de Carmen, una joven como el, que ha conseguido encontrar el amor en ese centro. Al parecer, Carmen es la única que cree todo lo que cuenta Joaquín, pero en cambio, no cree ni una sola palabra de Victor, al contrario que su enamorado, quién si que cree en él.
El doctor Durero, es un joven médico que se encarga de atender a todos los internos del centro neuropsiquiátrico y que intenta comprender a todos y cada uno de ellos.

## Reparto
- Ricardo Pizarro, como Victor.
- Francisco Colja, como Joaquín.
- Cecilia Roman Ross, como Carmen.
- Elena Vivanco, como esposa de Victor.
- Eugenio Fabaz, como padre de Victor.
- Mauricio Corti, como hijo de Victor.
- Paul Mauch, como Dr. Durero.
- Patricia Pérez, como enfermera.
- María Tomás, como señora.
- Mariano Pereyra, como Mr. Presland.
- Lissandro Zazzú, como joven en cámara.
- Lucas Amman, como joven en la plaza.
- Agustín Moyano, como Victor de pequeño.
- Elisa Carabello, como niña. (hija de Marisa Carabello)
- Florencia Pereyra, como niña. (hija de Mariano Pereyra)

## Proyecciones
Una vez terminado su rodaje, la primera película de Marisa Carabello fue proyectada en Mar del Plata, seguidamente recorrió medio mundo para presentarse en el Festival de Trieste de Italia. Finalmente y para la satisfacción de su directora, productora y guionista, el mediometraje fue proyectado en Córdoba, su ciudad natal.